# Liebig-Haus (Namibia)
Das Liebig-Haus, auch bekannt als Geisterhaus, ist ein ehemaliges Wohnhaus auf der Farm Neuheusis (ǁHoesesKlicklaut), etwa 42 km westlich von Windhoek im Khomashochland in Namibia liegt. Das Gebäude wurde 1911 errichtet und war ein Nationales Denkmal.

## Geschichte

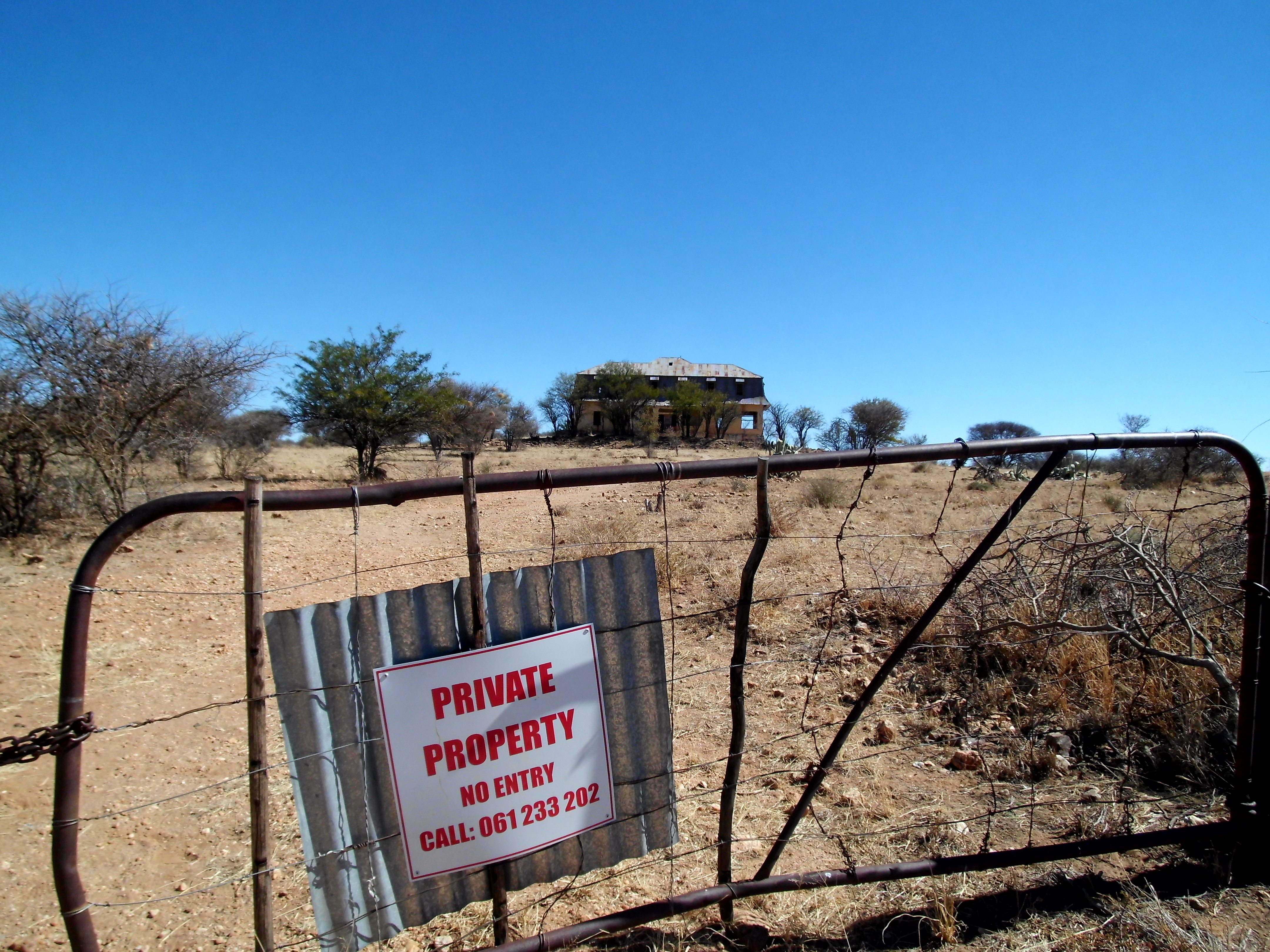
Zutritt verboten

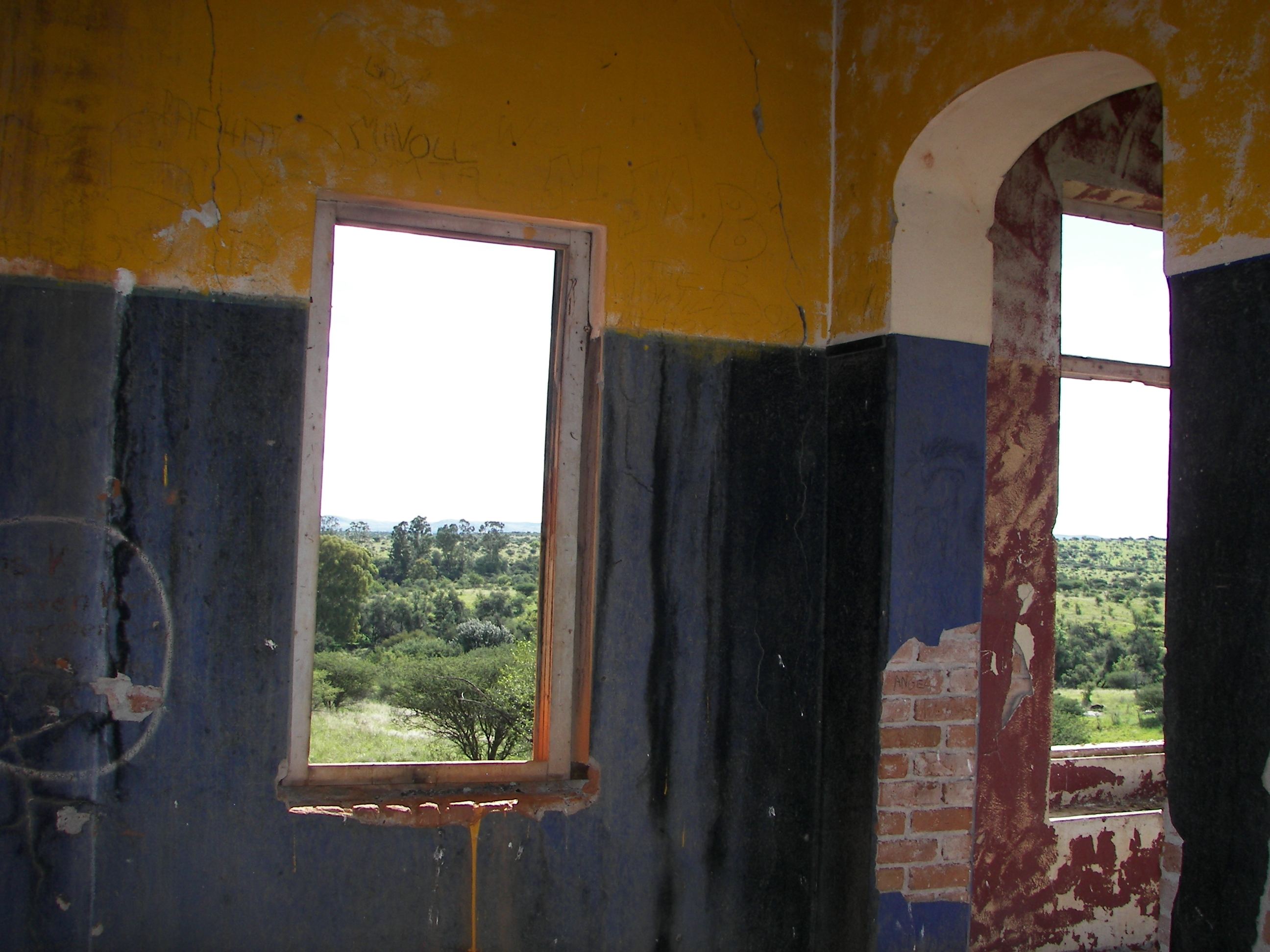
Innen im Liebig-Haus

Im September 1907 erwarb das Unternehmen LEMCO (Liebig’s Extract of Meat Company; heute das Brühwürfel-Unternehmen Oxo) mehr als 200.000 Hektar Land. Hier wurde 1911 das sogenannte Liebig-Haus erbaut, benannt nach dem Chemiker Justus von Liebig. In den Folgejahren wurden hier hochrangige Mitarbeiter des Unternehmens untergebracht.
Der Standort des Hauses wurde aufgrund seiner exponierten Lage und der guten Rundumsicht ausgewählt.
1939 erwarb die südafrikanische Regierung das Farmland von dem Unternehmen Liebig, um dieses in 65 Farmen zu teilen und somit Land für Neusiedler zu schaffen.
1945 wurde das Haus an die Familie der bekannten Fotografin Margaret Courtney-Clarke gegeben.
1964 hat Wilhelm Hoff die Farm Neu Heusis gekauft. Seitdem steht das Haus leer und verfällt.  Hieraus resultiert auch der bekannte Name  Geisterhaus. Das von der Hauptstraße C28 aus gut sichtbare Haus befindet sich auf eingezäuntem privaten Farmland; ein Zutritt ist nur nach Genehmigung der Eigentümer möglich.